# Huth (huyện)
Huyện Huth là một huyện thuộc tỉnh Amran, Yemen. Đến thời điểm năm 2003, huyện này có dân số 22267 người